# 松本均
松本 均（まつもと ひとし、1953年 - ）は、日本の元政治家。元高砂市議会議員（5期）、元兵庫県警察勤務。

## 概要
兵庫県高砂市生まれ。神戸学院大学法学部法律学科卒業・法学士。高野山大学大学院文学研究科修了・文学修士。叙勲・旭日双光章受章。主な受賞歴・総務省、兵庫県、高砂市長、高砂市教育委員会、全国市議会議長会など。
警察勤務時代より柔道、剣道、空手道、逮捕術、十手術、捕縄術、杖道、琉球古武道などの武道稽古に興味を持ち、警察官を退職後は当山派修験道の先達に従い各地の山岳修験の霊山に登頂し、修験道の歴史、伝承、祭祀、作法など学ぶ。
中国に渡航し西蔵（チベット）自治区でチベット密教の寺院や、西安・洛陽・成都・天台山などの仏教遺跡を探訪する。
兵庫県警東灘署勤務時代、暴力団抗争事件での張り付け警戒勤務に関しての特殊勤務手当、超過勤務（時間外）手当等が支払われなかったことや、当時東灘署員の間で公然の事実として囁かれた署経費（公金）の私的流用や裏金疑惑について、東灘署長や警察本部長（当時）に、旅費、消耗品費、備品購入費、光熱水費、食糧費、報償費などの不正疑惑を具体的に列挙し内容証明郵便で質問状を出し事実の究明をしたが受け入れられず、退職後、同県警並びに上司の幹部警察官らを相手取り、神戸地方裁判所に訴訟を起こす。1987年に第三書館より、兵庫県警の内部事情について告発した『交番のウラは闇』を出版、一躍ヒット作となり、警察官による内部告発本の走りとなった。
1990年より高砂市議を務めるかたわら、月刊誌・週刊誌・宗教誌で西日本各地の民間信仰・伝統祭祀・風俗習慣・怪奇譚などの探訪記を書いていたが、最近は趣味の歴史小説で、「賤ヶ岳合戦」「南京城一番槍」「小栗判官伝説」「果心居士」「明治警視庁御庭番」「頼政公鵺退治」「阿部定異聞」「丹波八上合戦」「念流の剣客」「明治四年赤穂藩士の仇討高野山」など、『歴史読本』(新人物往来社刊)『歴史と旅』『月刊タイムス』『新雑誌エックス』をはじめ、地方紙や同人誌、ミニコミ誌などで短編小説を発表している。高野山大学大学院に学び、近畿地方の密教や修験道所縁の神社寺院を訪ね、紀州熊野古道を踏破し詳細に調査して作成したという膨大な研究論文が当該分野研究者の間で高く評価されている。

## 主な資格・肩書
- 柔道・剣道・空手道・棒術（合計十一段）
- 空手道拳翔会総本部顧問
- 世界遺産熊野古道史研究会幹事
- 姫路獨協大学播磨会会員
- 神戸学院大学同窓会兵庫西支部顧問
- 神戸学院大学体育会OB古武道研究会顧問
- 龍谷大学REC会員
- 高野山大学同窓会役員
- 高野山真言宗参与
- 日本山岳修験学会会員
- 自由民主党功労党員
- 高砂市議会議員OB千鳥倶楽部幹事

（元）
- 兵庫県地方議会議員連絡協議会幹事
- 兵庫国体高砂市開催競技会役員
- 加古川市高砂市組合立宝殿中学校事務組合議会副議長
- 高砂市議会総務常任委員会委員長
- 高砂市議会地域改善対策特別委員会委員長
- 高砂市民生委員推薦会委員長
- 高砂市国民健康保険運営協議会会長
- 高砂市青少年補導センター運営協議会委員
- 高砂市社会教育委員
- 高砂市同和教育協議会理事
- 高砂市青少年健全育成協議会副会長
- 高砂市環境保全対策審議会委員
- 高砂市都市計画審議会委員
- 高砂市住居表示整備審議会委員
- 東播磨農業共済事務組合議会議員
- 東播磨農業共済事業運営協議会委員

## 著作物
- 交番（ハコ）のウラは闇　―巡査10年選手の内部告発―（1987年、第三書館） ISBN 9784807487066
- ケーサツの横はドブ　―これでいいのか日本ポリス―（丸山昇共著 1987年、第三書館） ISBN 9784807487103
- 交番（ハコ）の中は楽園（パラダイス） ―続交番のウラは闇―（1987年、第三書館） ISBN 9784807487134
- 警官（ポリス）はこんなに無責任　―現職警官が告白する警察署のウラ―（1989年、第三書館） ISBN 9784807489046
- がんばれ!警察官（おまわりさん） ―元兵庫県警察官が民主警察を願いあえて苦言を呈す―（1990年、日新報道） ISBN 9784817402394
- 制服の下は唐獅子牡丹　―まっちゃんの交番裏日誌―（1990年、日新報道） ISBN 9784817402448
- 交番の中は修羅 （1994年、飛天文庫 飛天出版） ISBN 9784938742522
- マル暴警官ただいま非常警戒中!（1994年、にちぶん文庫 日本文芸社） ISBN 9784537065053
- 極道警察官の犯罪学教室（1997年、ワニの本 ベストセラーズ） ISBN 9784584010310